# 先麥食品
先麥食品股份有限公司（英語：Shan Mai Food CO., LTD.）創立於1967年，為台灣本土企業，曾是臺中市大甲區知名的糕餅業者，同時也是芋頭酥的創始店，其生產的芋頭酥曾獲選為「國宴點心」的榮耀。公司總部已遷移至西屯區，食品工廠則由大甲區幼獅工業區遷至大雅區。員工數目約90人，年營業額2億台幣。

## 發展簡史
1967
- 先麥食品成立，早期產品包括中式喜餅、嬰兒餅乾。[2]

2010
- 先麥食品爆發經營權之爭。

 2011 
- 獲得台中市政府建國百年優良名產認證。[3]

 2014 
- 增加了蔬果同堂系列脆條產品。[4]

2016
- 參加2016年韓國首爾國際食品展推廣以台灣在地農產品製成的先麥產品。[5]
- 參與了香港舉辦的「台灣茶生活展暨第四屆國際台灣糕餅節」。[6]

- 獲得農委會科技農企業菁創獎 - 科技應用類。[7]

## 爭議事件
2010年，有媒體曾報導先麥芋頭酥的創辦人父子間存在股份及主導權之爭，吳生泉（子）率眾意圖搬走工廠內的各種材料，而被吳聰朝（父）攔下，雙方產生爭執，吳生泉（子）找來二、三十名年輕人，開著貨車進入大甲幼獅工業區內的先麥食品工廠，搬運麵粉、糖等原料，還從窗口中吊下烘焙架，吳聰朝（父）找來親友開車擋住大門，不讓貨車離去，雙方僵持不下，甚至驚動大甲警分局偵查隊蒐證。。最後，吳聰朝（父）另成立阿聰師芋頭文化館沃農士食品股份有限公司，原工廠製作團隊(含廠長)及吳生泉（子）則率眾離開大甲幼獅工業區原先麥廠房，並至大雅區另起爐灶。

## 外部連結
- 先麥食品股份有限公司（页面存档备份，存于）
- 先麥食品的Facebook專頁